# شو کوسوگی
شو کوسوگی (به ژاپنی: ショー・コスギ) هنرپیشه، فیلم‌ساز، نویسنده و رزمی‌کار سابق (جودو، ایی‌آی‌دو، کوبودو اوکیناوایی، آیکیدو و نینجوتسو) ژاپنی تبار است. او به عنوان یک بازیگر در دهه ۱۹۸۰ محبوبیت پیدا کرد و اغلب در نقش نینجا بازی می‌کرد. او در سه‌گانه‌ای از فیلم‌های رزمی با مضمون نینجا که توسط شرکت کانن تولید شده بود، بازی کرد.

## گزیده آثار بازیگری
- نینجا وارد می‌شود (۱۹۸۱)
- انتقام نینجا (۱۹۸۳)
- نینجا ۳ (۱۹۸۴)
- برای مرگت دعا کن (۱۹۸۵)
- مرگ ۹ نینجا (۱۹۸۶)
- خشم افتخار (۱۹۸۷)
- عقاب سیاه (۱۹۸۸)
- نینجای آدمکش (۲۰۰۹)